# Прапор Сінт-Лівенс-Хаутема
Прапор Сінт-Лівенс-Хаутема був офіційно прийнятий муніципальною радою 10 жовтня 1980 року як муніципальний прапор східнофламандського муніципалітету Сінт-Лівенс-Хаутем. 16 липня 1981 року він був підтверджений Королівським указом і остаточно опублікований 3 жовтня 1981 року в офіційному бельгійському державному віснику.

Офіційно прапор описується так: 
Сім однаково високих смуг білого і червоного кольорів.
Сім смуг взяті з левів, зображених на колишньому гербі Сінт-Лівенс-Хаутема і в першій і четвертій чвертях нинішнього герба Сінт-Лівенс-Хаутема.

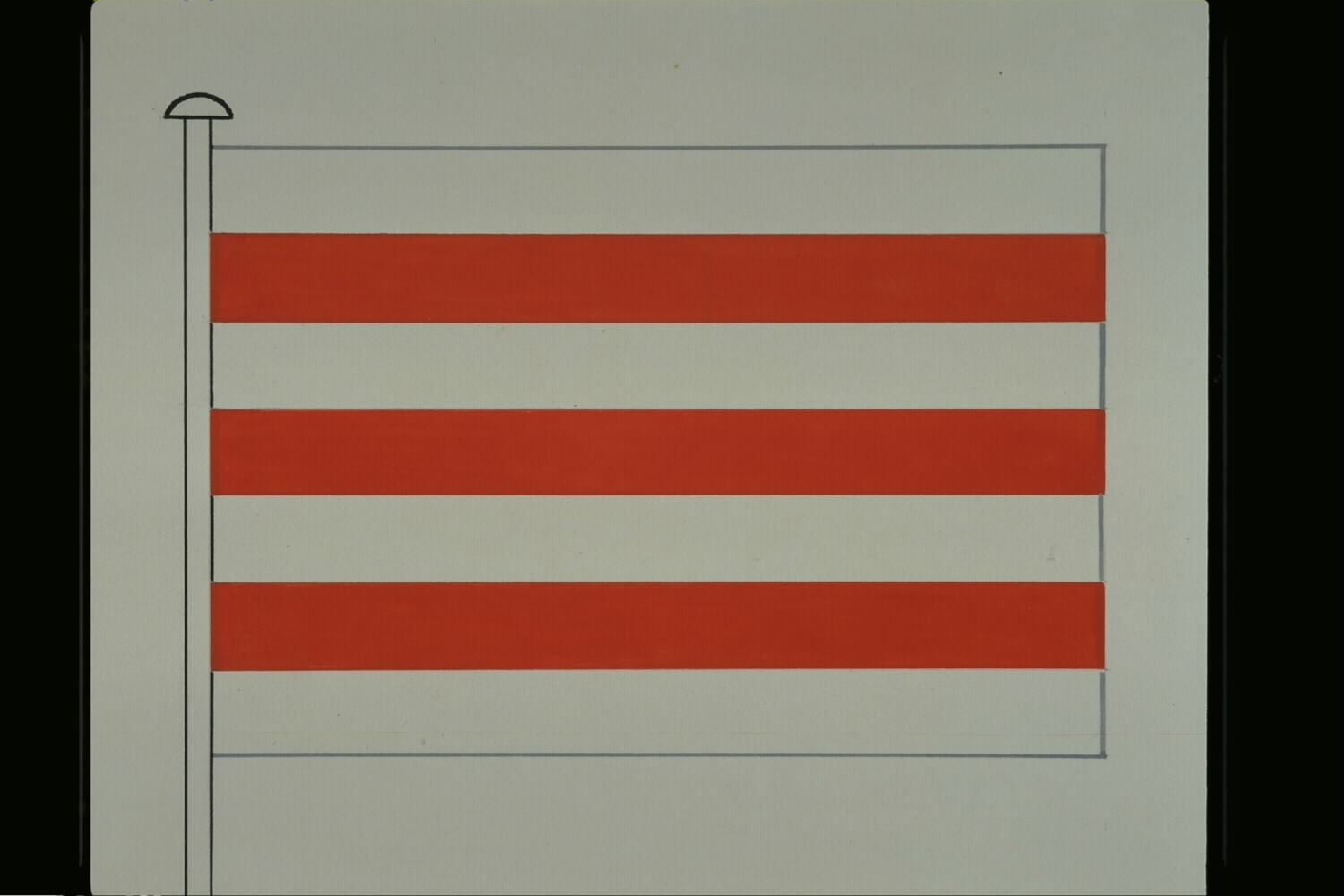
Офіційний малюнок прапора
Герб Сінт-Лівенс-Хаутема